# Tắc kè Adler
Tắc kè Adler (đọc là ad-lơ), tên khoa học Gekko adleri, là một loài tắc kè được phát hiện tại tỉnh Cao Bằng, miền bắc Việt Nam và tỉnh Quảng Tây, miền nam Trung Quốc, được công bố trên tạp chí khoa học Zootaxa tháng 5 năm 2013. Chúng được đặt tên theo giáo sư Kraig Adler, một nhà nghiên cứu bò sát và ếch nhái nổi tiếng của Hoa Kỳ.

## Đặc điểm sinh học
Kích thước: dài đầu-thân 75 mm, đuôi dài 83 mm
Mắt trên chân trước không có nốt sần; mắt trên chân sau có không quá 8 nốt sần. Con đực có 17-21 lỗ trước hậu môn. Trên lưng có 4-5 sọc sáng màu nằm ngang.
Thức ăn: dế, ong, mối.
Môi trường sồng: bám trên vách đá, kẽ nhỏ vùng núi đá vôi.

## Phân bố
Hiện thu thập được 25 mẫu tại Cao Bằng và Quảng Tây.